# Kele Okereke
Kelechukwu Rowland Okereke, detto Kele (Liverpool, 13 ottobre 1981), è un cantante e musicista britannico.
È noto come cantante e chitarrista del gruppo indie rock Bloc Party, band fondata nel 1999 ma attiva ufficialmente dal 2003. Nel 2010 ha pubblicato il suo primo album solista.

## Discografia

### Da solista
Album in studio
- 2010 – The Boxer
- 2014 – Trick
- 2017 – Fatherland

EP
- 2011 – The Hunter

Singoli
- 2010 – Tenderoni
- 2010 – Everything You Wanted
- 2010 – On the Lam
- 2011 – What Did I Do?
- 2014 – Doubt
- 2014 – Coasting
- 2014 – Closer

### Collaborazioni
- 2005 – Believe con The Chemical Brothers
- 2009 – It's Not the Things You Say con Tiësto
- 2011 – Ready 2 Go con Martin Solveig
- 2011 – Step Up con Hercules and Love Affair
- 2011 – What Did I Do? con Sander van Doorn feat. Lucy Taylor
- 2013 – Turn It Around con Sub Focus
- 2013 – Let Go con Remix Artist Collective
- 2014 – Faith con V V Brown